# Jérôme Clavier

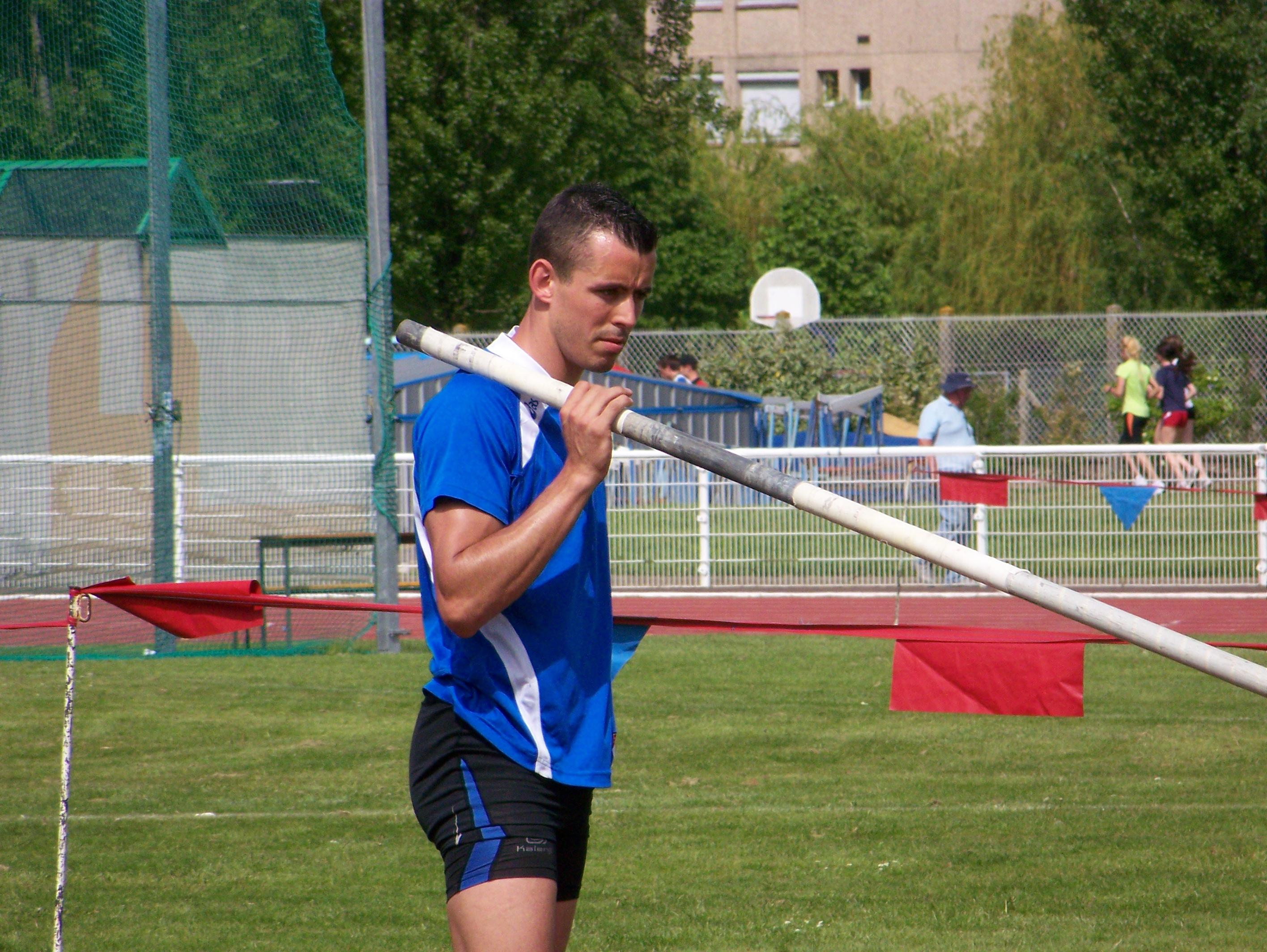
Jérôme Clavier

Jérôme Clavier, född den 3 maj 1983, är en fransk friidrottare som tävlar i stavhopp. 
Clavier deltog vid junior-VM 2002 där han blev sexa med ett hopp på 5,40. Som senior var han i final vid inomhus-EM 2007 då han blev sexa och vid inomhus-VM 2008 då han blev fyra. 
Han var även i final vid Olympiska sommarspelen 2008 och slutade då på en sjunde plats efter ett hopp på 5,60.

## Personliga rekord
- Stavhopp - 5,75 meter (inomhus 5,80 meter)